# Rue de Birague
Pour les articles homonymes, voir Birague.
La rue de Birague est une voie du 4e arrondissement de Paris, en France.

## Situation et accès
Longue de 112 mètres, elle commence au 26, rue Saint-Antoine et se termine aux 1 et 2, place des Vosges.
Le quartier est desservi par la ligne 1 à la station Saint-Paul, par les lignes 1, 5 et 8 à la station Bastille.

## Origine du nom

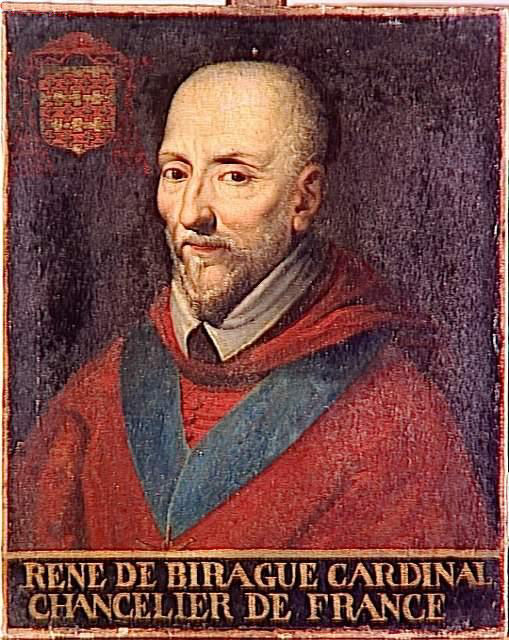
René de Birague.

Elle porte le nom du cardinal de Birague (1506-1583), chancelier de France, qui possédait un hôtel particulier à proximité.

## Historique
Cette rue est ouverte par lettres patentes de juillet 1605 pour desservir la nouvelle place des Vosges alors en cours de réalisation. Elle est tracée sur l'emplacement de l'ancien hôtel royal des Tournelles. Elle est alors nommée « rue Royale-Saint-Antoine ». 
En 1792, elle est renommée « rue des Vosges » et reprend son nom d'origine en 1814. 
Elle reçoit son nom actuel par un décret du 24 août 1864.

## Bâtiments remarquables et lieux de mémoire
- La rue aboutit à son extrémité nord à la face sud du Pavillon du Roi dont un  porche permet la communication avec la place des Vosges ; sur cette façade apparaît le monogramme « H » du roi Henri IV.
- No 10 : maison où est mort le savant Joseph Lakanal le 14 juin 1845[4], ou le 14 février comme le signale une plaque en façade.
- No 11 bis (et 1 bis, place des Vosges) : maison natale de madame de Sévigné[5], comme le signale une plaque apposée en façade, côté place des Vosges.
- No 14 :  studio et atelier de l’artiste Francis Bacon[6].
- No 16 : le 4 juin 1605, le terrain situé à cet emplacement est vendu à Pierre Fougeu, sieur d’Escures, l’un des lieutenants de Sully, qui y fait construire une maison « en deux grands corps de logis de fonds en comble, attenans l’un à l’autre... une grande cour où il y a ung puis, au bout de laquelle est un autre corps d’hostel où y a grandes escuryes et petits courts à fumier » [7]. Dans cette maison mourut le sculpteur Jean-Jacques Feuchère (1807-1852). Ce fut également le domicile du peintre André Eugène Costilhes, qui réalisa notamment entre les deux guerres plusieurs dessins, sanguines et tableaux de la rue de Birague et de la place des Vosges[8].

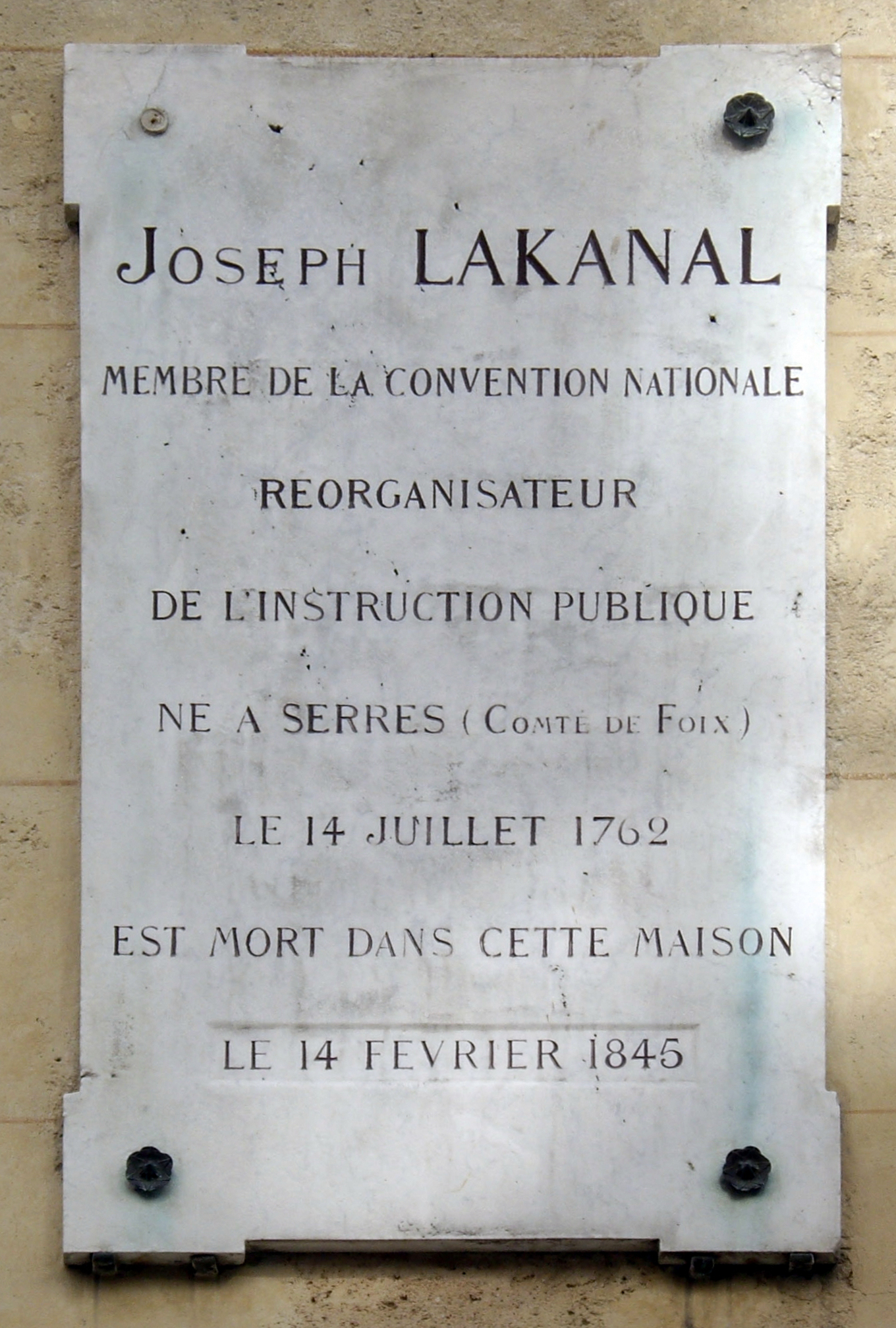
Plaque commémorative de Joseph Lakanal.
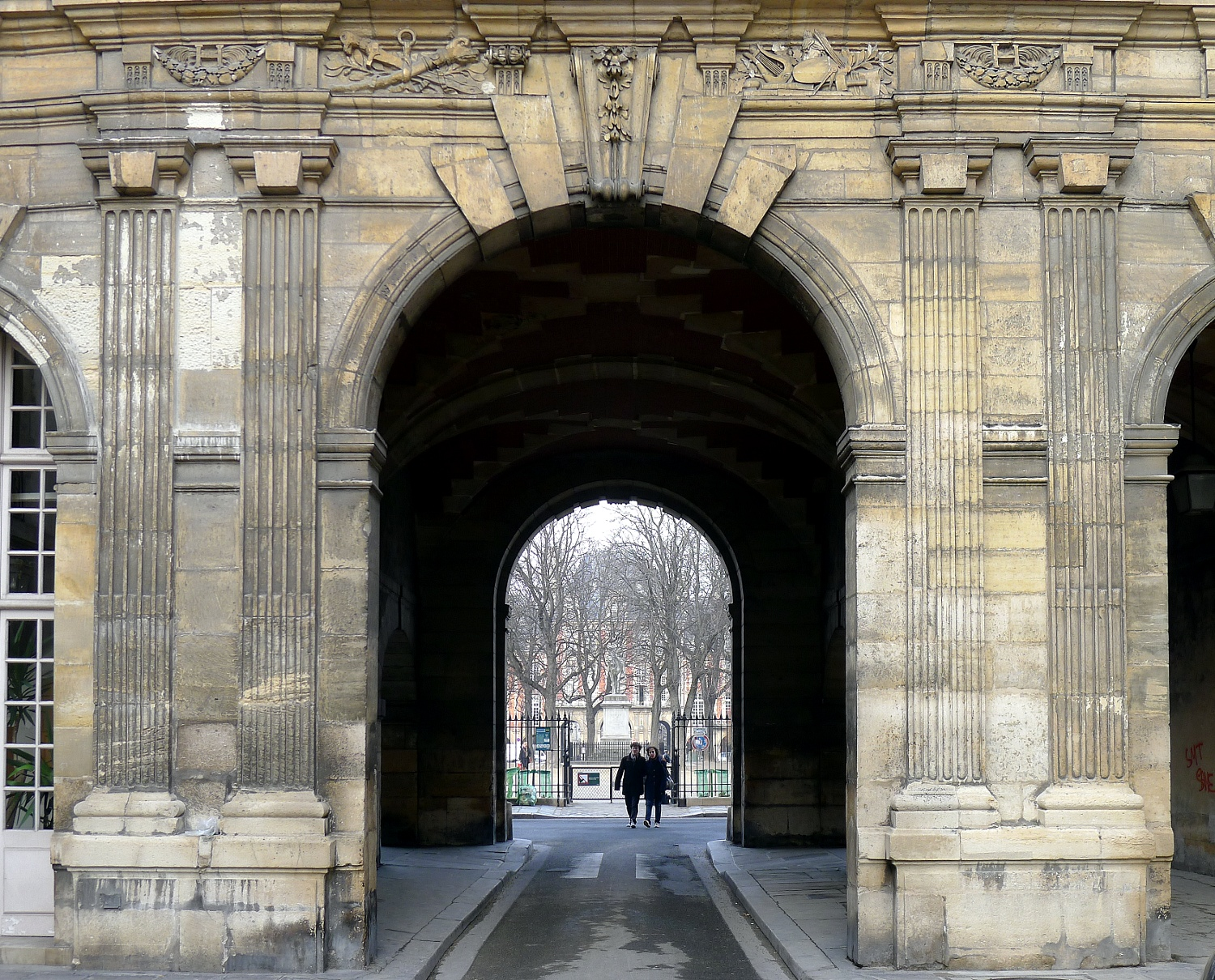
Façade du Pavillon du roi avec le monogramme d'Henri IV.

## Dans la culture

### Peinture
La rue de Birague, tableau d'André Eugène Costilhes :

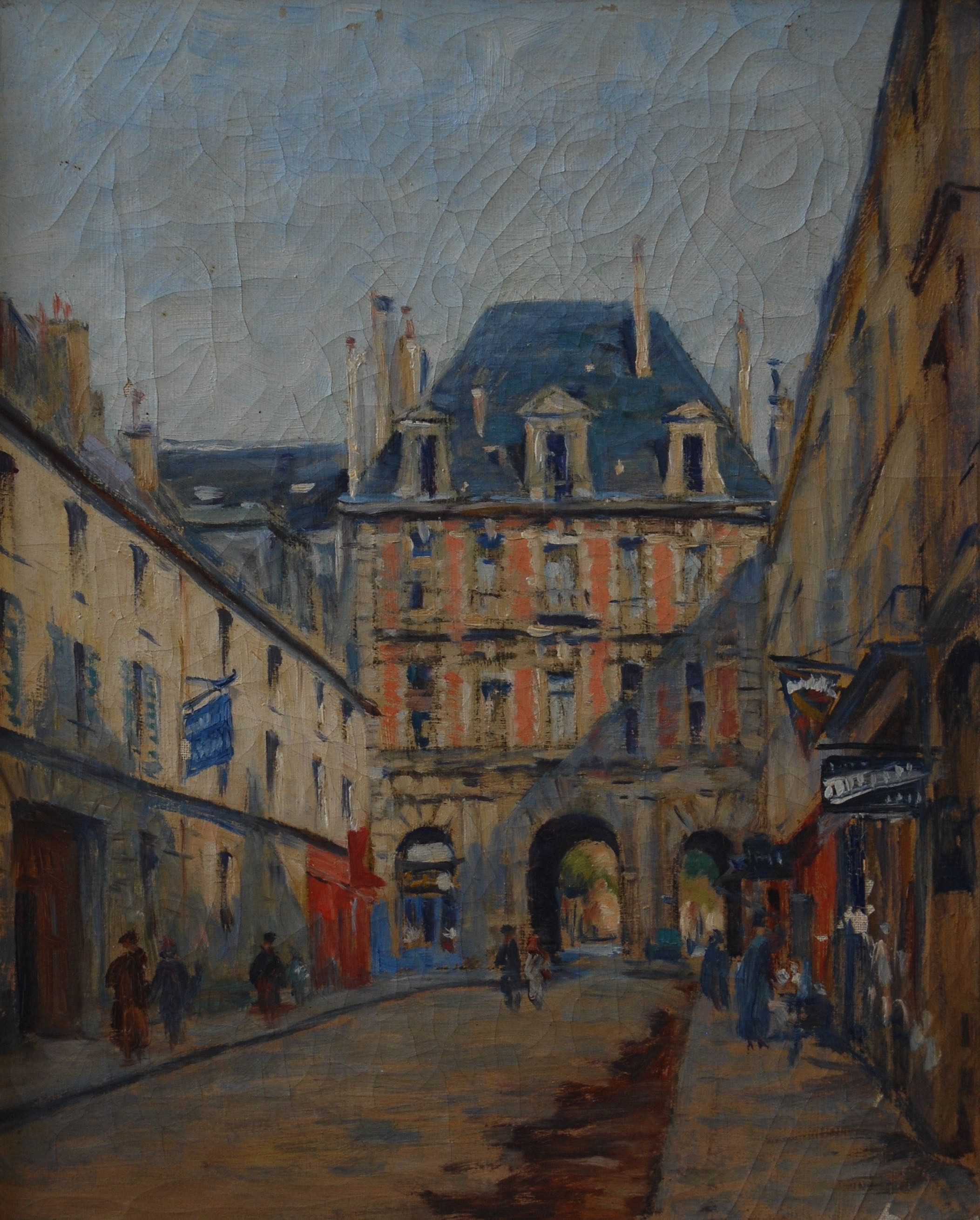
André Eugéne Costilhes, La rue de Birague (circa 1930).